# Партизанска бригада „Чепинец“
Партизанска бригада „Чепинец“ е подразделение на Трета Пазарджишка въстаническа оперативна зона на НОВА по време на партизанското движение в България (1941-1944). Действа в околностите на Доспат и Батак.
Партизанска бригада „Чепинец“ е създадена през 1944 г. От разрасналия се Родопския партизански отряд „Антон Иванов“ се отделят 14 партизани, които основават чета „Братя Кръстини“ през ноември 1943 г. Четата постепенно се разраства и през юли 1944 г. се преобразува в бригада „Чепинец“.
Командир на бригадата е Атанас Семерджиев, политкомисар Манол Велев.
Провежда акции в с. Цветино, с. Габровица, с. Голямо Бельово и в еврейския концентрационен лагер край гара Белово.
На 18 август 1944 г. съвместно с отрядите „Панайот Волов“ и „Ангел Кънчев“ провежда координирана четворна акция в с. Варвара, с. Симеоновец, с. Семчиново и гара Варвара. На 4 септември 1944 г. съвместно със същите отряди се сражава при връх Милеви скали с многобройни армейски и жандармерийски подразделения.
По време на Деветосептемврийския преврат през 1944 г. участва в установяването на властта на прокомунистическия Отечествен фронт в с. Каменица, с. Лъджене и с. Чепино (дн. Велинград).